# Contarinia populi
Contarinia populi är en tvåvingeart som först beskrevs av Ewald Rübsaamen 1917.  Contarinia populi ingår i släktet Contarinia och familjen gallmyggor. Inga underarter finns listade i Catalogue of Life.